# Избранная рада
«Избранная рада» — неофициальное правительство Ивана Грозного. 
В конце 1540—1550 годах, термин, введённый князем А. М. Курбским для обозначения круга лиц, составлявших неформальное правительство при Иване Грозном в 1549—1560 годах.
Сам термин встречается лишь в сочинении Курбского, тогда как русские источники того времени не дают этому кругу лиц никакого официального названия.

## Создание
Формирование вокруг царя избранного круга лиц происходит после московских событий лета 1547 года: пожара и последовавшего за ним Московского восстания. Согласно версии Курбского, во время этих событий к царю явился протопоп Сильвестр и «страшным заклятием из Священного Писания угрозил царю, <…> чтобы <…> пресечь его буйства и умерить неистовый нрав».

## Состав
Состав «Избранной рады» является предметом дискуссий. Однозначно в «Раде» участвовали священник Благовещенского собора Кремля, духовник царя Сильвестр и молодой деятель из не слишком знатного рода Алексей Адашев.
С другой стороны, некоторые историки отрицают существование Избранной рады как учреждения, руководимого исключительно вышеуказанными лицами.
Н. М. Карамзин включает в состав митрополита Макария, а также «мужей добродетельных, опытных, в маститой старости ещё усердных к отечеству». Участие князей Курбского и Курлятева также несомненно. Кроме этих двух, Н. И. Костомаров перечисляет Воротынского, Серебряного, Горбатого, Шереметевых.
Историк Р. Г. Скрынников подчёркивает, что «Избранная рада» не является Ближней думой (формально существовавшим учреждением со строго определённым составом «ближних людей»), в которую входили бояре (князья Иван Мстиславский, Владимир Воротынский и Дмитрий Палецкий, Иван Шереметев, Михаил Морозов, Дмитрий Курлятев-Оболенский, Данила Романов-Захарьин и Василий Юрьев-Захарьин), дети боярские в думе (Алексей Адашев и Игнатий Вешняков), дьяк (Иван Висковатый) и печатник (Никита Фуников).

## Деятельность
Избранная рада просуществовала до 1560 года. Она проводила преобразования, получившие названия реформ середины XVI века.
Реформы Избранной рады:
1. Избранная Рада прежде всего укрепила и возвысила верховную власть московского Государя, побудив великого московского князя Ивана Грозного принять титул царя, как символ всероссийского самодержавного властителя. Эта царская власть получила своё освящение в венчании государя на царство и в объединении интересов всех разрозненных областей Московского государства путём созыва Земских соборов[6].
2. 1549 год. Первый Земский собор — орган сословного представительства, обеспечивающий связь центра и мест; речь Ивана IV с лобного места: осуждение неправильного боярского правления, объявление необходимости реформ.
3. Судебник 1550 года — развитие положений Судебника Ивана III, ограничение власти наместников и волостелей, усиление контроля царской администрации, единый размер судебных пошлин, сохранение права крестьян на переход в Юрьев день.
4. Формирование приказной системы (реформы центрального управления): Судебник 1550 года устанавливает систему приказного управления, основной каркас которой сохраняется до конца XVII века. Учреждаются приказы, обеспечивающие основные государственные нужды: Челобитный, Посольский, Поместный, Стрелецкий, Пушкарский, Бронный, Разбойный, Печатный, Сокольничий, Земские приказы, а также четверти: Галицкая, Устюжская, Новая, Казанский приказ.
5. Стоглавый собор 1551 года — унификация церковных обрядов, признание всех местночтимых святых общерусскими, установление жёсткого иконописного канона, требования к улучшению нравов духовенства, запрет ростовщичества среди священников.
6. Военная реформа 1556 года — принято Уложение о службе: ограничение местничества на период военных действий. Помимо конного поместного ополчения, организация постоянного войска — стрельцы, пушкари, единый порядок военной службы.
7. В 1556 году проведена реформа местного управления — была отменена система кормлений. Место кормленщиков заняли органы земского самоуправления — головы и целовальники. Наделение правами провинциального дворянства.
8. Основала первую типографию в Москве[6].
9. Обратилась к германскому императору Карлу V с просьбой прислать в Московское государство ремесленников, художников и разных других техников[6].
10. Начала торговые отношения с Англией[6].
11. Приняла решения о покорении царства Казанского и Астраханского, сибирский царь обязался платить дань русскому царю[6].
12. Решён Восточный вопрос — прекращения зависимости Москвы от некогда грозной Кипчакской орды[6].
13. Предполагалось нанести решительный удар по татарскому улусу — Крымскому ханству[6].

Реформы Избранной рады наметили путь к укреплению, централизации государства, способствовали формированию сословно-представительного государства.

## Падение Избранной рады
Причину царской немилости некоторые историки[кто?] видят в том, что Иван IV был недоволен разногласиями некоторых членов Рады с покойной Анастасией Захарьиной-Юрьевой, первой женой царя. Это подтверждается также тем, что после смерти второй жены — Марии Темрюковны — Иван Грозный также устраивал казни неугодных царице и обвинял бояр в том, что они «извели» (отравили) Марию.
В 1553 году Иван Грозный заболел. Болезнь была настолько тяжела, что в Боярской думе встал вопрос о передаче власти. Иван заставил бояр присягнуть сыну-младенцу — царевичу Дмитрию. Но среди членов Рады возникла идея передать московский престол двоюродному брату царя — Владимиру, князю Старицкому. В частности, Сильвестр отметил как качество Владимира то, что он любит советников. Однако Иван оправился от недуга, и конфликт, на первый взгляд, был исчерпан. Но царь не забыл эту историю и использовал её впоследствии против Сильвестра и Адашева.
Основное противоречие состояло в радикальном отличии взглядов царя и Рады на вопрос централизации власти в государстве. Иван IV хотел форсировать этот процесс.

## Исторические оценки
Среди историков нет однозначной оценки деятельности «Избранной рады».

Карамзин отмечает положительные черты правления «Избранной рады», подчёркивая «мудрую умеренность» и «человеколюбие» царской власти: 
«Везде народ благословил усердие правительства к добру общему, везде сменяли недостойных Властителей: наказывали презрением или темницею, но без излишней строгости; хотели ознаменовать счастливую государственную перемену не жестокою казнию худых старых чиновников, а лучшим избранием новых…»
У Костомарова влияние «кружка любимцев» таково, что «без совещания с людьми этой избранной рады Иван не только ничего не устраивал, но даже не смел мыслить», в этом влиянии историк видит «горькое унижение» для самодержавия Ивана IV.
Историк А. И. Филюшкин ставит под сомнение само существование Избранной рады как неформального правительства при Иване Грозном:
«История «Избранной рады» — это политическая и историографическая легенда, сформировавшаяся на страницах переписки Грозного с Курбским. Это легенда отражает процессы полемики и политической борьбы в 1560—70-е гг., чем реальную историю 1550-х гг.»